# Edward Preble
Edward Preble (1761-1807) fue un marino y comandante de las fuerzas navales de EE. UU. durante la Guerra de Trípoli.
Educado en la Academia Dummer de Massachusetts, Preble se hizo marino a la edad de 16 años, sirviendo en diversos navíos durante la Guerra de Independencia Americana, y siendo hecho prisionero brevemente por los británicos en 1781. Concluida la guerra, fue marino mercante durante quince años, hasta que en 1798 se reincorporó al servicio activo en la Marina, durante la Cuasi-Guerra, donde tuvo éxito protegiendo a los barcos estadounidenses de los navegantes en corso franceses.

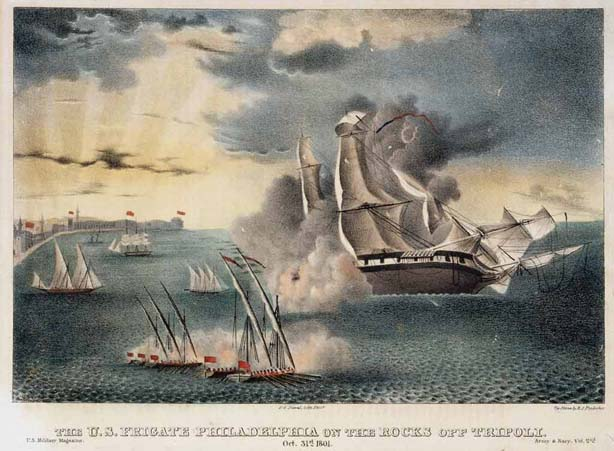
El USS Philadelphia embarranca frente a Trípoli, en 1803.

Su principal misión militar llegó en 1803. Durante la presidencia de Thomas Jefferson, los Estados Unidos decidieron dejar de pagar tributo a las regencias norteafricanas para que éstas permitieran la navegación por el Mediterráneo. Preble fue enviado con una escuadra de siete buques con el fin de proteger a los mercantes estadounidenses de los piratas berberiscos. Tras resolver con celeridad y eficacia una violación del tratado por parte del sultán de Marruecos, Preble puso proa a Trípoli y bloqueó su puerto. Durante la acción naval subsiguiente, el USS Philadelphia embarrancó y fue capturado, aunque Preble consiguió incendiarlo e inutilizarlo. Después de empezar el bombardeo de Trípoli en agosto de 1804, tras ataques y contragolpes sostenidos hasta septiembre, Preble fue relevado del mando y sustituido por el comodoro Samuel Barron.
Disgustado enormemente por no poder concluir la misión asignada con éxito, Preble retornó a EE. UU. En 1806, Jefferson le ofreció el cargo de Secretario de la Marina, pero Preble rehusó aceptar. Murió un año después, aún en la Marina, dirigiendo la construcción de cañoneras.